# Spoutnik (plaine)
Pour les articles homonymes, voir Spoutnik (homonymie).
La plaine Spoutnik (initialement Sputnik Planum puis Sputnik Planitia), baptisée du nom du premier satellite artificiel, est une plaine d'environ 1 000 km de large constituée de glaces d'azote, de méthane et de monoxyde de carbone et située à la surface de Pluton,, centrée sur 24° N et 176° E, dans la région Tombaugh. Cette plaine, relativement lisse et dépourvue de cratères, semble relativement jeune, âgée probablement de moins de 100 millions d'années. Cette plaine suggère une activité géologique toujours présente à la surface de la planète naine, dont l'origine demeure pour l'heure inconnue. En octobre 2015, des séries de trous de quelques dizaines de mètres de profondeur sont découvertes en surface,.
Le nom de plaine Spoutnik (Sputnik Planitia), proposé par l'équipe de New Horizons, est officiellement approuvé par l'Union astronomique internationale le 7 septembre 2017.

## Cellules de convection

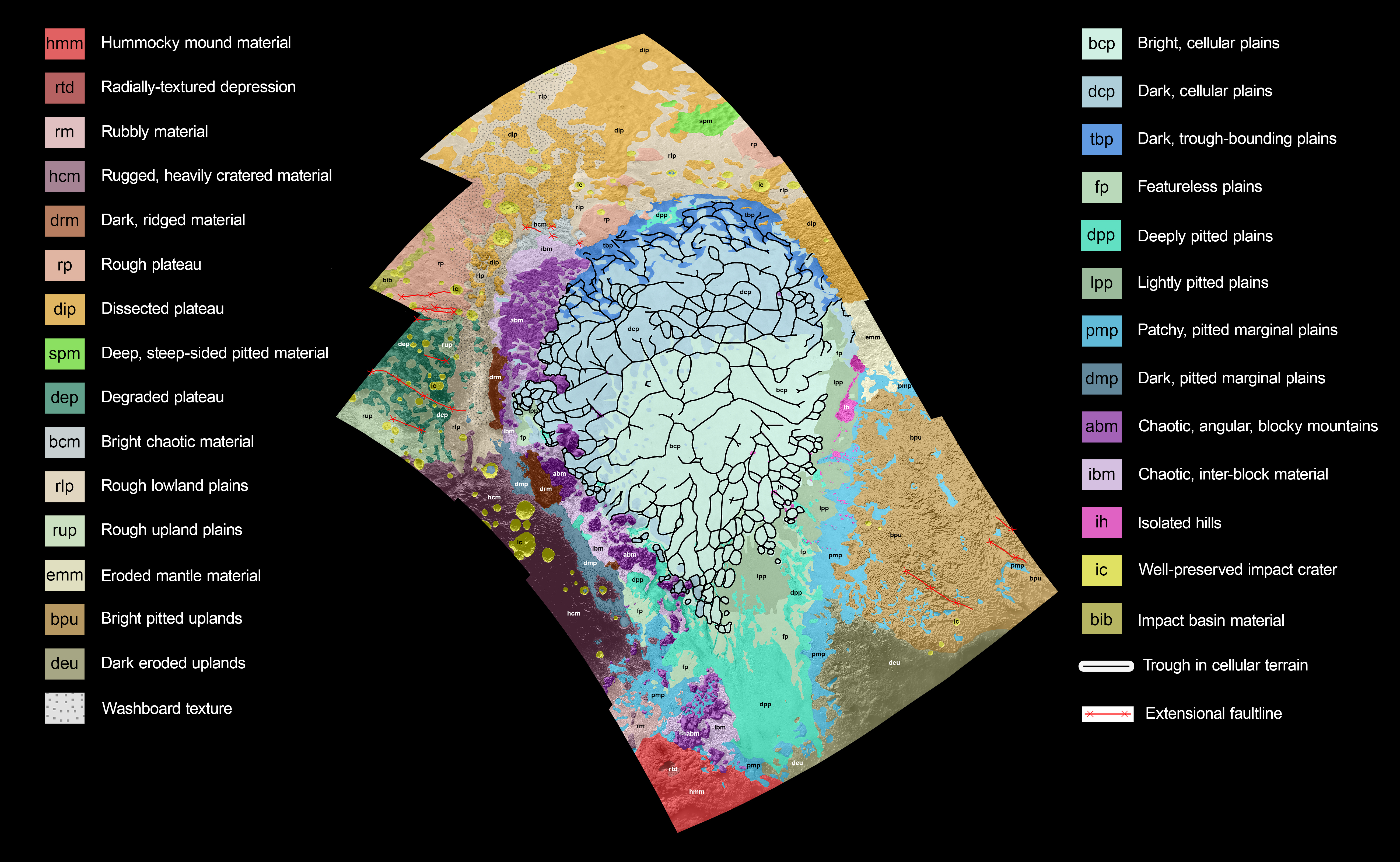
Carte géologique de la plaine Spoutnik et ses environs (contexte) : les contours des cellules de convection sont marqués en noir.

La structure polygonale de la plaine est un signe de convection de la glace d'azote/monoxyde de carbone : la glace est chauffée, jaillit au centre des cellules, s'étend et s'enfonce au niveau des bords striés,. Ces cellules de convection ont un relief vertical d'environ 100 m, le point le plus élevé de chaque cellule étant en son centre,. Une modélisation de cellules de convection en glace d'azote suggère une profondeur d'environ un dixième de leur largeur, ou 3–4 km pour la majeure partie de la plaine, et un écoulement maximum de 7 cm par an.

## Formation
La plaine Spoutnik pourrait être un ancien bassin d'impact ou s'être formée à une époque où la lithosphère de Pluton était suffisamment fine pour être déformée par une épaisse couche de glace. Dans ce dernier cas, la couche de glace aurait créée son propre bassin.

## Dunes
Certaines structures dans l'ouest de la plaine ont été interprétées comme des dunes de méthane à l'état solide. Les grains, d'un diamètre compris entre 200 et 300 μm, sont tout d'abord soulevés du sol par la sublimation du méthane sous l'action du Soleil puis transporté par le vent de Pluton.

## Galerie

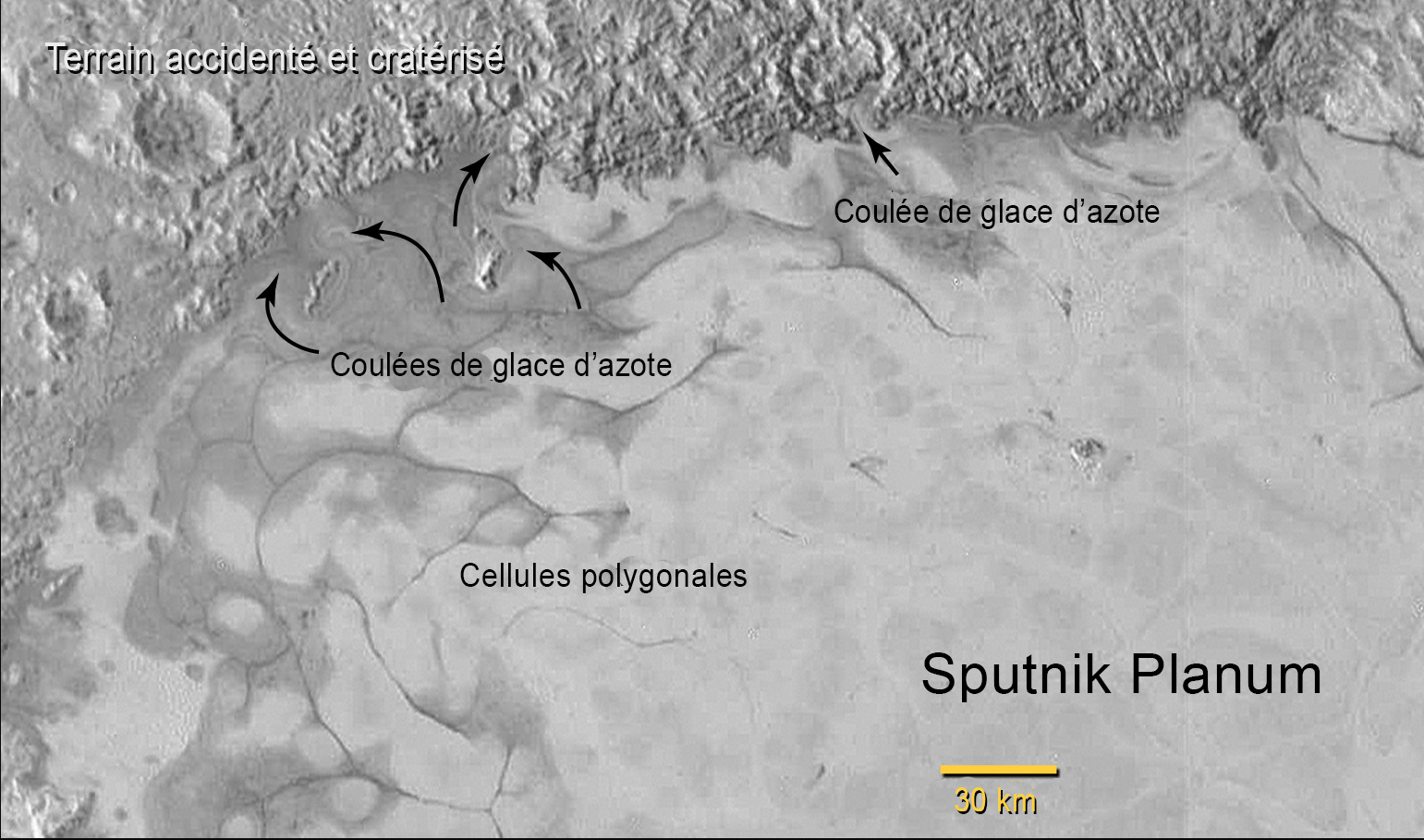
Vue détaillée et annotée (le contexte).
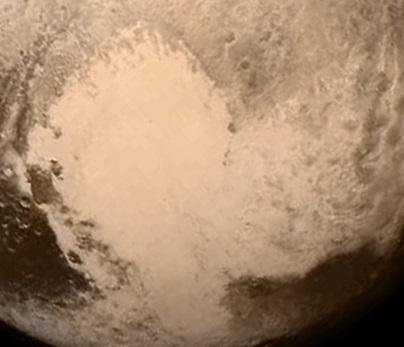
La région Tombaugh, photographiée par la sonde New Horizons. La plaine Spoutnik est la région centrale du lobe gauche du « cœur ».
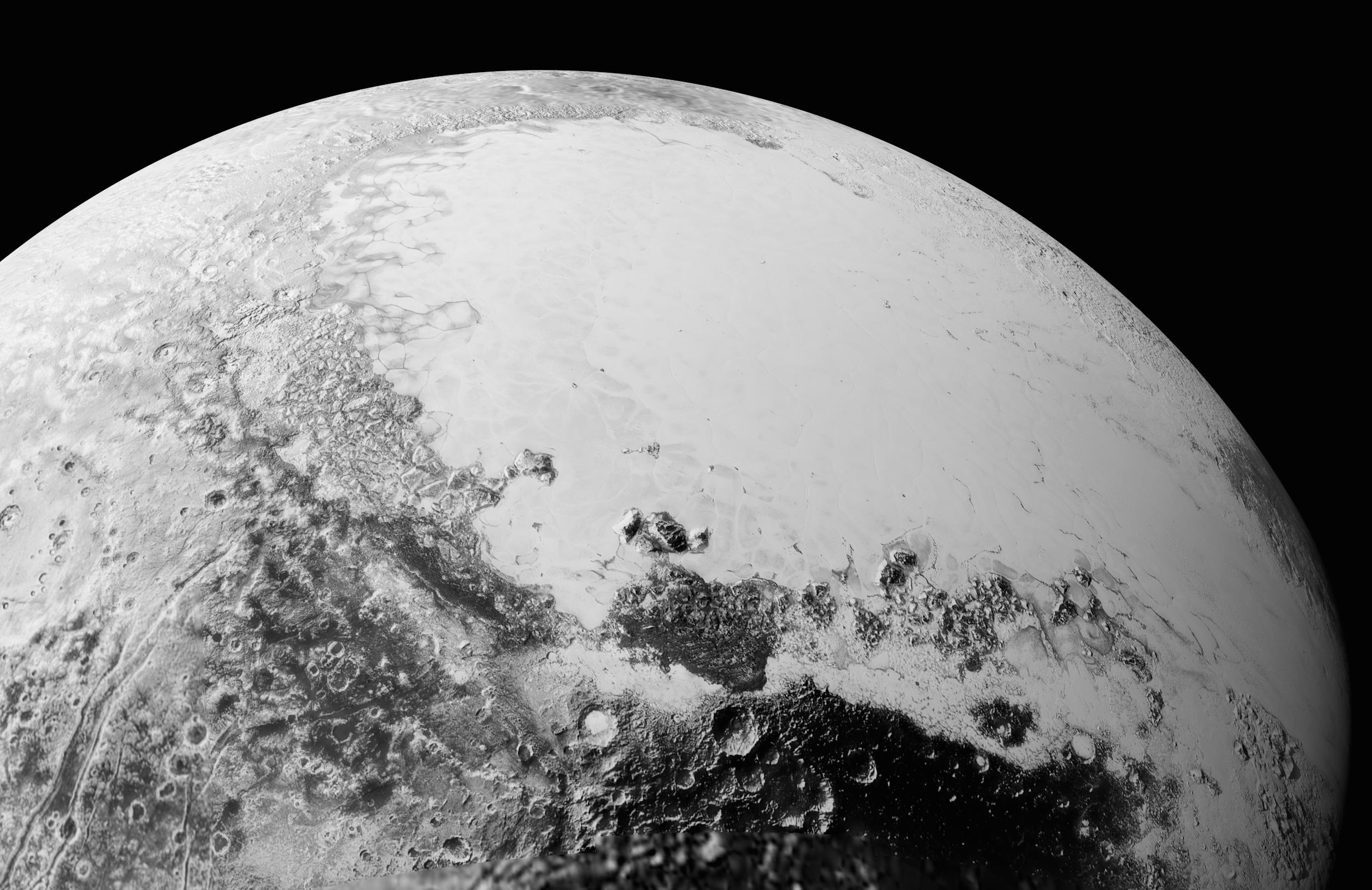
La plaine Spoutnik, le 14 juillet 2015, à environ 1 800 km d'altitude.
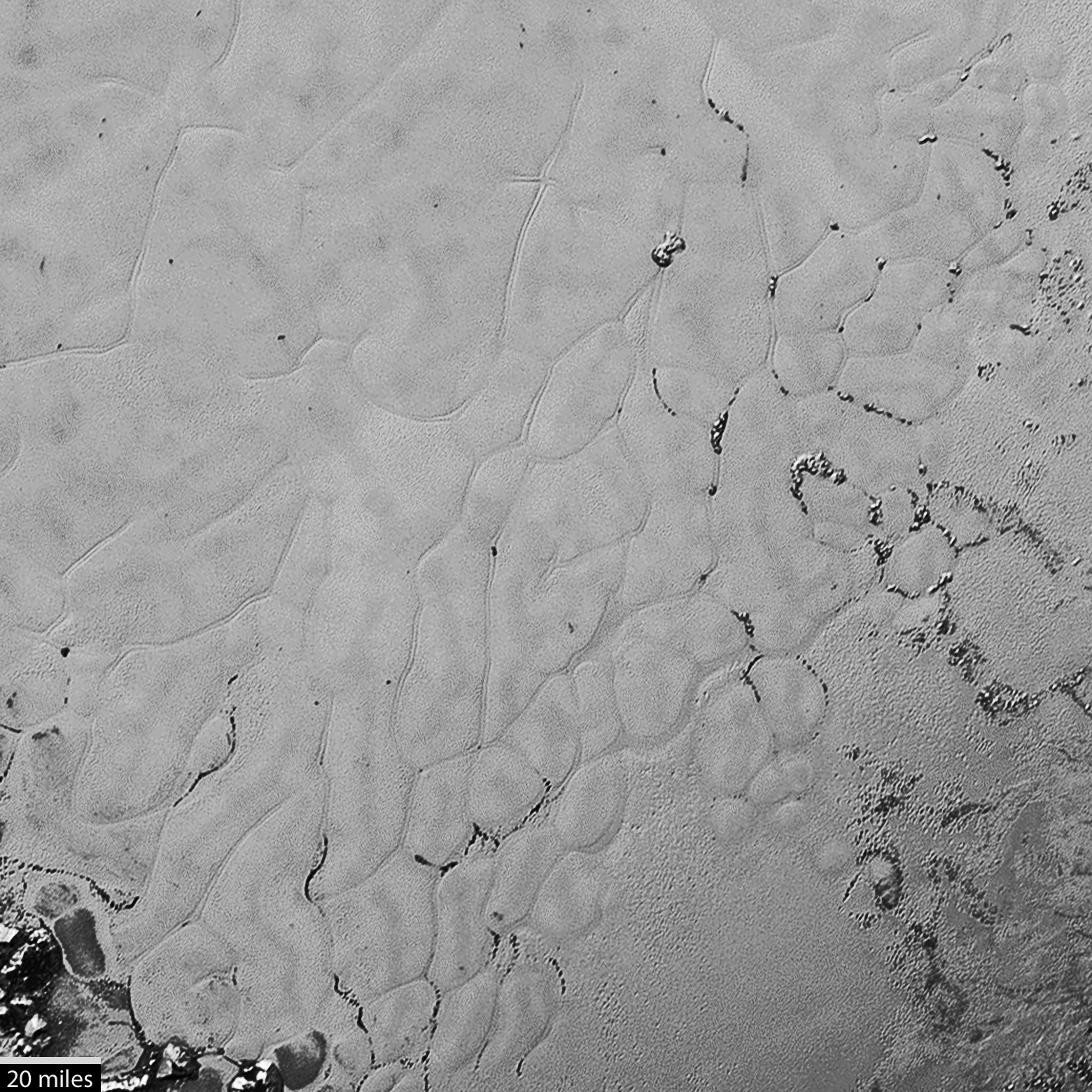
Sputnik Planitia photographiée en juillet 2015 par New Horizons (le contexte).
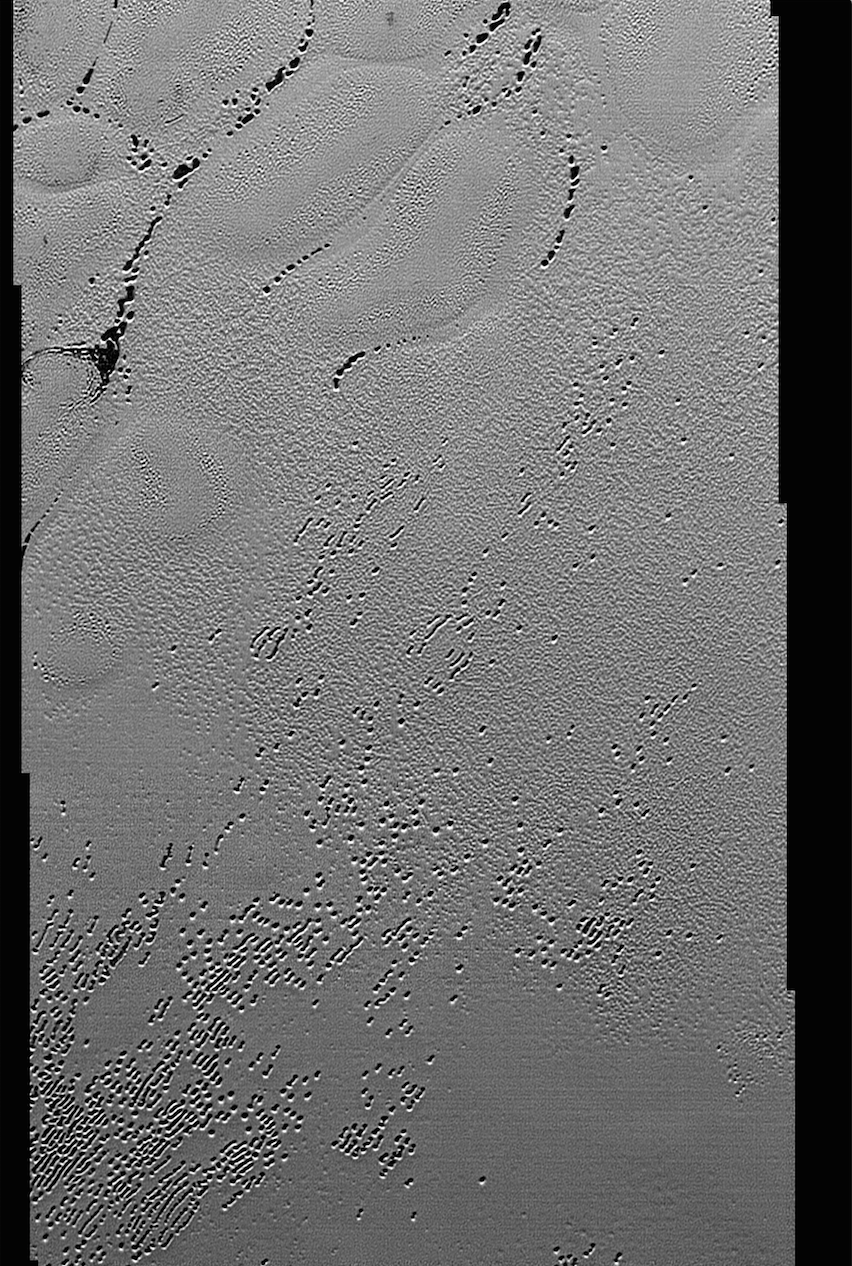
Séries de trous en surface de la plaine (le contexte).